# Ötigheim

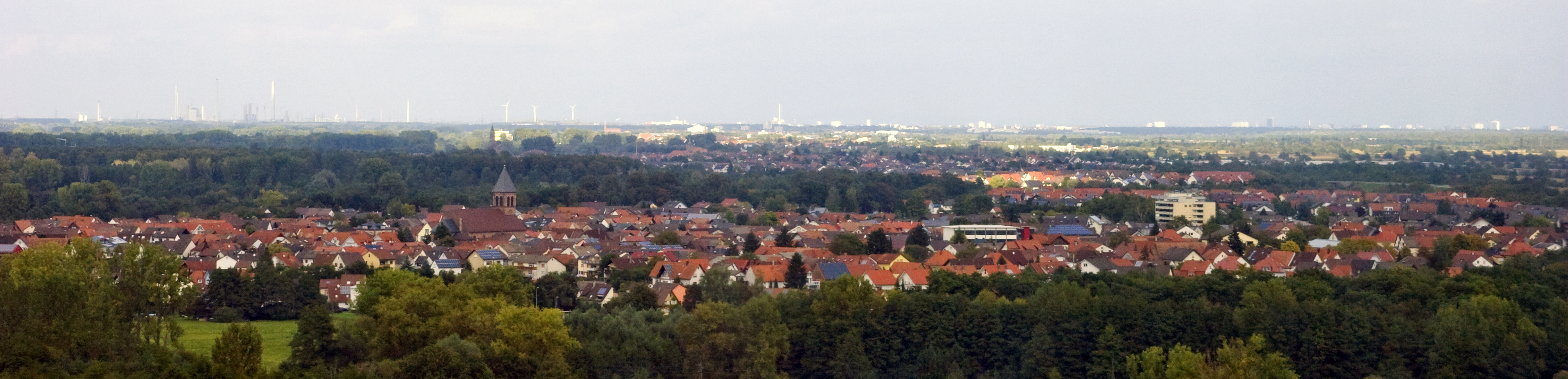
Luftaufnahme

Ötigheim ist eine Gemeinde in Baden-Württemberg und gehört zum Landkreis Rastatt. Zur Gemeinde Ötigheim gehören außer dem gleichnamigen Dorf keine weiteren Ortschaften.

## Geographie
Ötigheim liegt rund fünf Kilometer nordöstlich von Rastatt in der Oberrheinischen Tiefebene. Der Federbach durchfließt die Gemeinde am Westrand der Siedlungsfläche.
Die unmittelbaren Nachbargemeinden sind Rastatt, Steinmauern, Bietigheim und Muggensturm, alle Landkreis Rastatt.

## Geschichte
Das „Telldorf“ oder auch Etje, wie es im Volksmund genannt wird, wurde im Jahre 788 zum ersten Mal urkundlich erwähnt und ist somit über 1200 Jahre alt. Seit dem 1. Oktober 2023 führt Ötigheim auch die offizielle Zusatzbezeichnung „Telldorf“. Ötigheim ist besonders durch sein 1906 gegründetes Freilichttheater bekannt. Der Spielort des Theaters heißt Tellplatz, nach Wilhelm Tell benannt, einem der ersten aufgeführten Stücke. Ein Teil der Gemeinde wirkt noch immer als Laienschauspieler mit.
Während der Badischen Revolution war die Ortschaft im Verlauf der Gefechte an der Murglinie im Juni 1849 mehrfach Schauplatz von Gefechten zwischen revolutionären Verbänden und preußischen Truppen.

## Religionen
- römisch-katholisch: 2.953
- evangelisch: 647

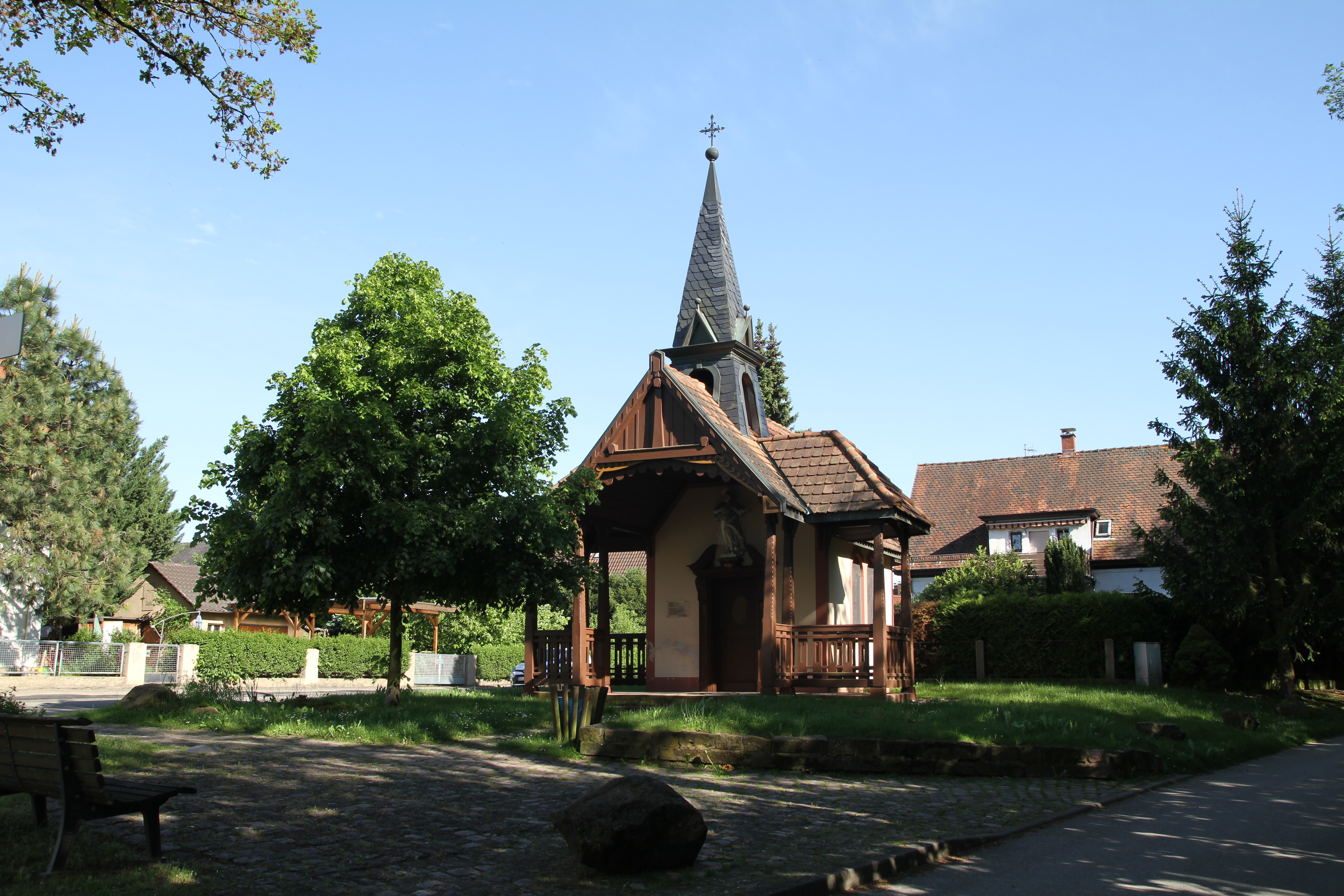
Kapelle

Da die Reformation an Ötigheim vorbeiging, ist die Gemeinde auch heute noch vorwiegend römisch-katholisch geprägt. Die heutige katholische St.-Michael-Kirche wurde nach Plänen von Friedrich Weinbrenner erbaut und 1831 geweiht. Die evangelischen Gläubigen hingegen werden von Bietigheim aus geistlich versorgt.

## Politik

### Verwaltungsgemeinschaft
Die Gemeinde ist Mitglied der Vereinbarten Verwaltungsgemeinschaft der Stadt Rastatt.

### Gemeinderat
Der Gemeinderat hat 14 ehrenamtliche Mitglieder, die für fünf Jahre gewählt werden. Hinzu kommt der Bürgermeister als stimmberechtigter Gemeinderatsvorsitzender.
Die Kommunalwahl 2024 führte zu folgendem Ergebnis (in Klammern: Unterschied zu 2019):
| Gemeinderat 2024               | Gemeinderat 2024 | Gemeinderat 2024 | Gemeinderat 2024 | Gemeinderat 2024 |
| Partei / Liste                 | Stimmenanteil    | Sitze            |                  |                  |
| ------------------------------ | ---------------- | ---------------- | ---------------- | ---------------- |
| Freie Wähler                   | 51,4 % (+0,4)    | 7 (±0)           |                  |                  |
| CDU                            | 38,9 % (−2,0)    | 6 (±0)           |                  |                  |
| Offene Liste Ötigheim          | 9,7 % (+9,7)     | 1 (+1)           |                  |                  |
| SPD                            | n. a. % (−8,1)   | 0 (−1)           |                  |                  |
| Wahlbeteiligung: 69,4 % (+4,2) |                  |                  |                  |                  |

### Bürgermeister
- 1945–1955: Eugen Reuter (CDU)
- 1955–1967: Maximilian Nassall
- 1968–1975: Stefan Becker
- 1976–2013: Werner Happold (CDU)
- seit 1. Juli 2013: Frank Kiefer (CDU, angetreten als unabhängiger Kandidat[5])[6]

### Gemeindeverband
Die Gemeinde Ötigheim ist Mitglied des Gemeindeverbandes MÖBS.

### Wappen
Blasonierung: „In Rot ein aufrechter goldener Doppelhaken.“
Der erste Abdruck (1495) erscheint in einer vom Schultheiß und Ortsgericht ausgestellten Beglaubigung. Seitdem blieb das unveränderte Siegelbild der Doppelhaken (auch „Wolfseisen“ oder „Wolfsangel“ genannt), den man auf ein altes Fleckenzeichen zurückführen darf. Nach Einführung der Gemeindeverfassung wurde die gleiche Figur in den Gemeindesiegeln benutzt und seit etwa 1825 wappenmäßig in einem ovalen Schild gezeigt, der dem Zeitgeschmack entsprechend mit Blätterkranz und Palmblättern dekoriert ist. 1901 wurden die auf das badische Schrägbalkenwappen anspielenden Farben amtlich für das jetzige Gemeindewappen gebilligt.

### Partnerschaften
Die Gemeinde Ötigheim unterhält partnerschaftliche Beziehungen
- zu Gabicce Mare in Italien seit 1998 und
- zum Kurort Rathen in Sachsen seit 1990.

## Kultur und Sehenswürdigkeiten

### Theater

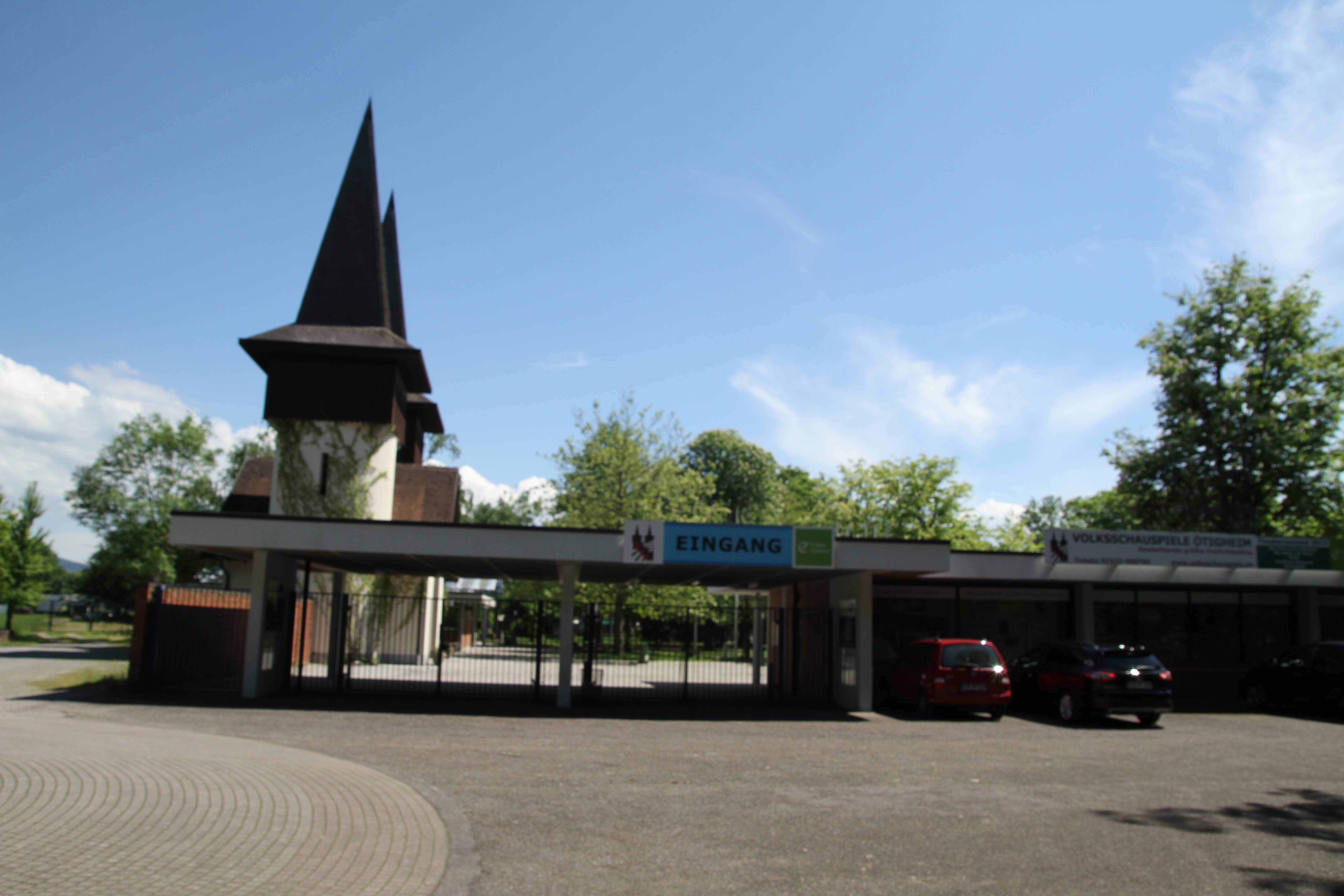
Volksschauspiele

Seit 1906 besteht die große Freilichtbühne Ötigheim mit 4.000 überdachten Sitzplätzen. Die Freilichtbühne feierte 2006 ihr 100-jähriges Bestehen. Betrieben wird die Bühne als Laienspiel vom Verein Volksschauspiele Ötigheim e. V. Die vom Gründer der Freilichtbühne, Geistlicher Rat Monsignore Josef Saier, entwickelte künstlerische und kulturpolitisch-christliche Linie gilt als verbindliches Vermächtnis.

### Musik
Der Deutsche Musikrat hat die Gemeinde Ötigheim 2022 mit dem ersten Bundespreis als Landmusikort ausgezeichnet. Die Jury würdigte damit das besondere generationenübergreifende Angebot.

## Wirtschaft und Infrastruktur
Ein großer Arbeitgeber auf Ötigheimer Gemarkung ist der Rastatter Entwässerungsrinnenhersteller Hauraton, der in Ötigheim einen Produktions- und Logistikstandort unterhält.

### Verkehr
Auf der Bahnstrecke Karlsruhe–Durmersheim–Rastatt verkehren die Linien S 7 und S 8 der Stadtbahn Karlsruhe.
Ötigheim ist durch die Bundesstraße 36 (Mannheim–Lahr/Schwarzwald) an das überregionale Straßennetz angebunden. Die Bundesstraße 3 passiert ebenfalls die Gemeindegemarkung.
Durch eine Alltagsroute aus dem Radnetz Baden-Württemberg ist Ötigheim mit Rastatt und über Bietigheim, Durmersheim und Rheinstetten mit Karlsruhe verbunden.

### Bildung
In Ötigheim gibt es eine Grundschule sowie drei Kindergärten.

## Persönlichkeiten

### Söhne und Töchter der Gemeinde
- Adolf Kühn (1886–1968), Politiker (ZENTRUM, CDU), MdL (Baden, Württemberg-Baden, Baden-Württemberg)
- Karl-Heinz Diemand (* 1954), Fußballspieler

### Persönlichkeiten, die vor Ort gewirkt haben
- Josef Saier (1874–1955), Pfarrer und Begründer und langjähriger Leiter der Volksschauspiele Ötigheim
- Lisa Karlström (* 1974) ist eine aus Schweden stammende deutsche Schauspielerin, die in Ötigheim ihre Kindheit und Jugend verbrachte.

### Persönlichkeiten mit Verbindungen zu Ötigheim
- Doris Day  (1922–2019), US-amerikanische Sängerin und Schauspielerin, ein Teil der Familie stammt aus Ötigheim.[11]
- Mario Grau (* 1990), Maler und Autor, aufgewachsen in Ötigheim.